# Helene Butenschön
Helene Butenschön (Pseudonym Fr. Lehne, * 10. September 1874 in Löbejün; † 18. November 1957 in München) war eine deutsche Schriftstellerin.
Helene Butenschön wuchs in Bernburg (Saale) auf, wo sie bis 1891 eine Höhere Töchterschule besuchte. Ihren Wunsch, Lehrerin zu werden, konnte sie sich aus gesundheitlichen Gründen nicht erfüllen; sie war stattdessen im elterlichen Haushalt tätig. 1895 heiratete sie und zog mit ihrem Ehemann, einem Kaufmann, nach Chemnitz, wo sie in der Reichsstraße 35 wohnten. Ab 1907 lebte das Ehepaar in München. Nachdem Butenschön bereits Beiträge zu Zeitschriften wie der Gartenlaube geliefert hatte, veröffentlichte sie ab 1905 unter dem Pseudonym Fr. Lehne zahlreiche Romane und Erzählungen in Buchform. Ihre vielgelesenen, der Trivialliteratur zuzurechnenden Werke wurden teilweise bis in die 1950er Jahre, ihr Debüt Ein Frühlingstraum sogar bis in die 1980er Jahre hinein neu aufgelegt.

## Schriften
- Ein Frühlingstraum, Chemnitz 1905
- Einsamkeit 19, Stuttgart 1906
- Das neue Fräulein, Chemnitz 1906
- Gräfin Laßbergs Enkelin, Chemnitz 1913
- Margarete, Stuttgart 1913
- Die Schuld, Leipzig 1913
- Die geborene Krause, Berlin 1915
- Des Herzens Not, Leipzig 1915
- Edith Bürkners Liebe, Leipzig 1916
- Fräulein Doktor, Leipzig 1916
- Müllers Lise, Leipzig 1916
- Die Theaterprinzessin, Leipzig 1916
- Familie Markhoff, Leipzig 1917
- Im alten Heidkrug und anderes, Leipzig 1917
- Das Probejahr der Dolores Renoldi, Leipzig 1917
- Das alte Lied, Leipzig 1918
- Die Frau des Adjutanten, Dresden 1918
- Ich warte auf Dich, Dresden 1918
- Lilien auf dem Felde, Leipzig 1918
- Mag auch die Liebe weinen, Leipzig 1918
- Trotzige Herzen, Leipzig 1918
- Ich tat es für Dich, Siegmar-Chemnitz 1919
- Im Banne der Liebe, Leipzig [u. a.] 1919
- Die Macht des Liedes und drei andere Novellen, Siegmar-Chemnitz 1919
- Sie ging den falschen Weg, Dresden 1919
- Vom Glück vergessen, Leipzig 1919
- Die drei schönen Bernhausens, Leipzig [u. a.] 1920
- Frau Jolanthas Glück und Leid, Dresden 1920
- Die füreinander sind ..., Siegmar-Chemnitz 1920
- Sein blondes Glück, Dresden 1920
- Eine Stunde der Vergessenheit, Dresden 1920
- Wie des Lebens Würfel fielen, Dresden 1921
- Es wird ein Schwert durch deine Seele gehen, Dresden-A. 1922
- Was mein einst war!, Dresden 1922
- Was Du mir gabst, Dresden-A. 1923
- Und weiter geht das Leben, Dresden 1924
- Wessen Kind bin ich?, Dresden 1925
- Der Irrweg der Marianne Siewert, Leipzig 1927
- Das Wunder der Magussi Weiser, Reutlingen 1927
- Im Wirbelwind der Zeit, Reutlingen 1928
- Der Liebe Leid, Leipzig 1929
- Die Tat des Pius Hofheim, Reutlingen 1930
- Irrtum des Herzens, Reutlingen 1931
- Das Julchen, Reutlingen 1931
- Man stirbt auch nicht daran, Reutlingen 1931
- Gottfriede kann auch anders, Reutlingen 1933
- Arme kleine Motte, Leipzig 1934
- Ich war so allein, Reutlingen 1935
- Ein Glück ging in Scherben, Leipzig 1937
- Das andere Glück, Leipzig 1939
- Das Rätsel um Erich Martens, Altenstein/Ufr. 1949
- Nicht ich, sondern Du!, München 1950
- Wer Schuld mittrinkt ..., Wuppertal 1950
- Klingende Herzen, Düsseldorf 1951
- Warum fragtest du nicht, Magareta?, Düsseldorf 1952